# 喇嘛寺
喇嘛寺或译喇嘛庙、藏庙，藏语称之为“贡巴”（藏語：དགོན་པ།，威利转写：dgon pa，藏语拼音：Gönba）或林（藏語：གླིང་，威利转写：gling)，指的是藏区的藏传佛教寺院，主要分布于西藏、印度东北部、尼泊尔和不丹。各个地区的喇嘛寺建筑风格和内饰会略有不同。
一座“贡巴”也可以只是一个冥想室或冥想厅而没有住宿场所。